# TRPV4

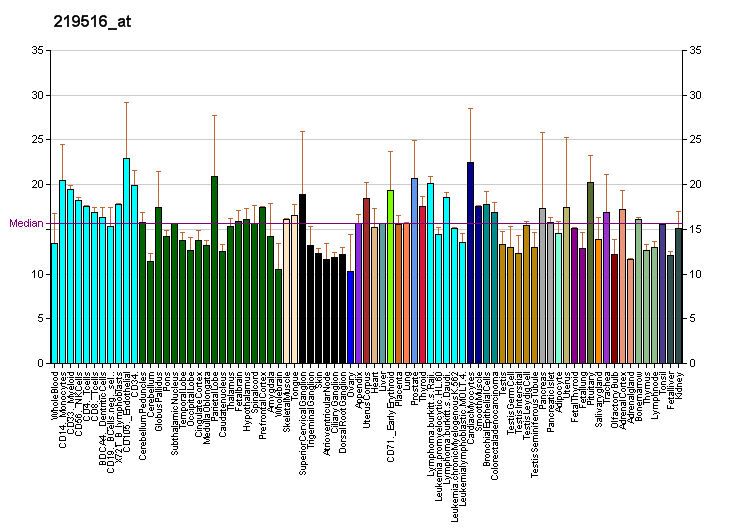
Patrón de expresión del gen TRPV4 en diferentes órganos y tejidos.

Receptor de potencial transitorio, subfamilia V, miembro 4, también conocido como TRPV4 (Transient receptor potential cation channel, subfamily V, member 4), es un gen humano.
Este gen codifica para TRPV4, un miembro de la familia tipo-OSM9 transient receptor potential channel (OTRPC) de la subfamilia transient receptor potential (TRP) perteneciente a la superfamilia de canales iónicos.
La proteína codificada es un canal catiónico no selectivo, permeable a Ca2+, que se cree está involucrado en la regulación de la presión osmótica sistémica. Se han encontrado dos variantes transcripcionales para este gen.